# Lukas Jenni
Lukas Jenni (* 6. Juni 1955 in Basel) ist ein Schweizer Ornithologe.

## Leben
Schon als Jugendlicher war Jenni am Vogelstudium interessiert. Nach der Maturitätsprüfung vom Typus A (das heißt: mit Griechisch und Latein) studierte er Biologie an der Universität Basel. 1979 übernahm er die Leitung der Beringungszentrale der Schweizerischen Vogelwarte Sempach. 1984 schrieb er seine Doktorarbeit mit dem Titel Die Bedeutung der Masseneinflüge und Massenschlafplätze in der Winterökologie des Bergfinken: Fringilla montifringilla. 1994 erschien sein Buch Moult and Ageing of European Passerines, das zu den Standardwerken über die Mauser europäischer Singvögel zählt. Anfang 2020 veröffentlichte er in Zusammenarbeit mit Raffael Winkler eine überarbeitete und erweiterte zweite Auflage. Für seine Forschungsarbeit über den Vogelzug erhielt er 1995 den Stresemann-Preis der Deutschen Ornithologen-Gesellschaft. 1996 habilitierte er sich mit einer Arbeit über die Stoffwechselprozesse bei Zugvögeln mit dem Titel Ecophysiology of energy storage and energy utilization in birds during migration an der Universität Zürich, wo er ab 1997 als Privatdozent und ab 2013 als Titularprofessor unterrichtete. Im Jahr 2006 wurde er zum Honorary Fellow durch die American Ornithological Society gewählt. 2000 wurde er zum Wissenschaftlichen Leiter der Schweizerischen Vogelwarte Sempach gewählt und 2008 auch zum Vorsitzenden der Institutsleitung ernannt. Mitte 2020 ging er in Pension.
Sein mit Raffael Winkler geschriebene Buch Moult and Ageing of European Passerines wurde von der Zeitschrift British Birds und dem British Trust for Ornithology als «Bestes Vogelbuch des Jahres 2020» ausgezeichnet.
Lukas Jenni ist Mitglied des International Ornithological Committee und war von 1998 bis 2006 im Führungsgremium. Er ist wohnhaft in Sempach, mit der Ornithologin Susanne Jenni (geborene Eiermann) verheiratet und Vater von zwei Kindern.

## Werke
- Moult and Ageing of European Passerines. Poyser, 1994 (E-Book)
- Bird Ringing 100 Years In: Proceedings of the International Conference on Helgoland, Germany, 29 September – 3 October 1999, 2001
- Alters- und Geschlechtsbestimmung europäischer Singvögel, 2007, ISBN 978-3-9523006-5-7
- mit Raffael Winkler: Moult and Ageing of European Passerines. Bloomsbury Publishing, 2. Auflage, 2020, ISBN 978-1-47294-151-0
- mit Raffael Winkler: The Biology of Moult in Birds. Bloomsbury Publishing, 2020, ISBN 978-1-47297-722-9